# Адміністративний устрій Уманського району
Адміністративний устрій Уманського району — адміністративно-територіальний поділ Уманського району Черкаської області на 3 сільські громади, 1 селищну та 29 сільських рад, які об'єднують 53 населені пункти та підпорядковані Уманській районній раді. Адміністративний центр — місто Умань, що є містом обласного значення та до складу району не входить.

## Список громадУманського району
- Дмитрушківська сільська громада
- Ладижинська сільська громада
- Паланська сільська громада

## Список радУманського району
| №  | Назва                             | Центр                | Населені пункти          | Площа км² | Місце за площею | Населення (2001), осіб | Місце за населенням |
| -- | --------------------------------- | -------------------- | ------------------------ | --------- | --------------- | ---------------------- | ------------------- |
| 1  | Бабанська селищна рада            | смт Бабанка          | смт Бабанка              |           |                 | 2541                   | 3                   |
| 2  | Антонівська сільська рада         | с. Антонівка         | с. Антонівка             |           |                 | 637                    | 35                  |
| 3  | Аполянська сільська рада          | с. Аполянка          | с. Аполянка              |           |                 | 578                    | 37                  |
| 4  | Вільшано-Слобідська сільська рада | с. Вільшана-Слобідка | с. Вільшана-Слобідка     |           |                 | 285                    | 48                  |
| 5  | Вільшанська сільська рада         | с. Вільшанка         | с. Вільшанка             |           |                 | 215                    | 50                  |
| 6  | Доброводівська сільська рада      | с. Доброводи         | с. Доброводи             |           |                 | 975                    | 21                  |
| 7  | Дубівська сільська рада           | с. Дубова            | с. Дубова                |           |                 | 589                    | 36                  |
| 8  | Іванівська сільська рада          | с. Іванівка          | с. Іванівка с. Яроватка  |           |                 | 1425                   | 10                  |
| 9  | Коржівська сільська рада          | с. Коржова           | с. Коржова               |           |                 | 565                    | 38                  |
| 10 | Коржовокутська сільська рада      | с. Коржовий Кут      | с. Коржовий Кут          |           |                 | 225                    | 49                  |
| 11 | Коржовослобідська сільська рада   | с. Коржова Слобода   | с. Коржова Слобода       |           |                 | 295                    | 47                  |
| 12 | Косенівська сільська рада         | с. Косенівка         | с. Косенівка             |           |                 | 1089                   | 17                  |
| 13 | Краснопільська сільська рада      | с. Краснопілка       | с. Краснопілка           |           |                 | 874                    | 23                  |
| 14 | Оксанинська сільська рада         | с. Оксанина          | с. Оксанина              |           |                 | 1262                   | 14                  |
| 15 | Острівецька сільська рада         | с. Острівець         | с. Острівець             |           |                 | 458                    | 43                  |
| 16 | Піківецька сільська рада          | с. Піківець          | с. Піківець              |           |                 | 751                    | 31                  |
| 17 | Полянецька сільська рада          | с. Полянецьке        | с. Полянецьке            |           |                 | 1291                   | 13                  |
| 18 | Посухівська сільська рада         | с. Посухівка         | с. Посухівка             |           |                 | 413                    | 46                  |
| 19 | Рогівська сільська рада           | с. Рогова            | с. Рогова                |           |                 | 537                    | 40                  |
| 20 | Родниківська сільська рада        | с. Родниківка        | с. Родниківка            |           |                 | 3385                   | 1                   |
| 21 | Ропотуська сільська рада          | с. Ропотуха          | с. Ропотуха              |           |                 | 762                    | 29                  |
| 22 | Свинарська сільська рада          | с. Свинарка          | с. Свинарка              |           |                 | 439                    | 44                  |
| 23 | Степківська сільська рада         | с. Степківка         | с. Степківка             |           |                 | 435                    | 45                  |
| 24 | Сушківська сільська рада          | с. Сушківка          | с. Сушківка с. Заячківка |           |                 | 1459                   | 9                   |
| 25 | Танська сільська рада             | с. Танське           | с. Танське               |           |                 | 980                    | 20                  |
| 26 | Фурманська сільська рада          | с. Фурманка          | с. Фурманка              |           |                 | 554                    | 39                  |
| 27 | Черповодівська сільська рада      | с. Черповоди         | с. Черповоди             |           |                 | 784                    | 26                  |
| 28 | Шаринська сільська рада           | с. Шарин             | с. Шарин                 |           |                 | 528                    | 41                  |
| 29 | Юрківська сільська рада           | с. Юрківка           | с. Юрківка               |           |                 | 966                    | 22                  |
| 30 | Ятранівська сільська рада         | с. Ятранівка         | с. Ятранівка             |           |                 | 2604                   | 2                   |

* Примітки: м. — місто, с-ще — селище, смт — селище міського типу, с. — село